# ギスゼライ
ギスゼライ(Githzerai)は、テーブルトークRPG『ダンジョンズ&ドラゴンズ』（D&D）に登場する架空の種族で、ギスヤンキとはかつて同族だったが袂を分かち、現在は宿敵同士である。

## 掲載の経緯

### AD&D 第1版(1977-1988)
ギスゼライはSF作家のチャールズ・ストロスが考案した種族で、『Fiend Folio』(1981、未訳)に登場した。

### D&D 第2版(1977-1999)
AD&D第2版でギスゼライは『Monstrous Compendium Outer Planes Appendix』(1991、未訳)に登場。この中で、マインド・フレイヤーを狩る戦闘集団、ギスゼライ・ラクマ・バンド(Githzerai rrakkma band)と始祖であるゼルシモン主義者、ギスゼライ・ギルス(Githzerai zerth)が紹介された。これらは『Monstrous Manual』(1993、未訳)に再掲載された。『Planescape Monstrous Compendium Appendix』第1版(1994、未訳)にはギスゼライの詳細が掲載された。『The Planewalker's Handbook』ではプレイヤー用種族として登場し、同様に『Player's Option: Skills & Powers』(1995、未訳)でもプレイヤー用種族として登場した。

### D&D 第3版(2000-2002)
D&D第3版ではサイオニック(超能力)を扱った『Psionics Handbook』(2001、未訳)に登場した。また、『Manual of the Planes』(2001、邦題『次元界の書』)にも登場した。

### D&D 第3.5版(2003-2007)
第3.5版で改訂された『モンスターマニュアル』(2003)に登場した。また、改訂された『Expanded Psionics Handbook』(2004、邦題『サイオニック・ハンドブック第3.5版』)と『Complete Psionic』(2006、未訳)に詳細が記され、サイオニック・ギスゼライ(Psionic githzerai)が紹介された。『Complete Psionic』ではプレイヤー用種族として登場した。

『ドラゴン』306号(2003年4月)では、クリス・トーマスソン(Chris Thomasson)によるギスゼライの特集記事、“Killing Cousins:Githzerai”が組まれ、そこではギスゼライによるギスヤンキ討伐組織、ギス・アッタラ(Gith - attala)が紹介された。

### D&D 第4版(2008-)
D&D第4版では、『モンスター・マニュアル』(2009)に以下の個体が登場している。
- ギスゼライの修道士／Githzerai Cenobite
- ギスゼライのゼルス／Githzerai Zerth
- ギスゼライの精神魔道士／Githzerai Mindmage

『ドラゴン』378号(2009年8月)にて、ロバート・J・シュワルブによるデザインでプレイヤー用種族としてのプレビューが公開され、『プレイヤーズ・ハンドブックⅢ』(2010)にて正式に紹介された。

第4版での『Manual of the Planes』(2008、邦題『次元界の書』)ではギスゼライの都市ゼルスアドラン(Zerthadlun)が紹介された。

『The plane below - secrets of the elemental chaos』(2009、未訳)では第4版で“元素の渾沌”に棲み家を変えたギスゼライの詳細やサンゼラザド(Sanzerathad)僧院について説明している。また、同書ではギスゼライの伝説的な流浪のモンク(武闘家)、リリコサ(Liricosa)が登場しデータ化されている。

### D&D 第5版(2014-)
D&D第5版では、『モンスター・マニュアル』(2014)に、ギスヤンキとともに“ギス／Gith”として、“ギスゼライ・モンク／Githzerai Monk”と“ギスゼライ・ゼルス／Githzerai Zerth”が登場している。
モンスター集、『Mordenkainen's Tome of Foes』(2018、邦題『モルデンカイネンの敵対者大全』)では以下の個体が登場している。
- ギスゼライ・アナーク／Githzerai Anarch
- ギスゼライの啓発されし者／Githzerai Enlightened

## ギスゼライの歴史
ギスヤンキの歴史を参照
ギスゼライとギスヤンキの歴史は、伝説の指導者ギス(Gith)によってイリシッドの帝国が滅ぼされた所までは共通している。

ギスがすべてのイリシッドを滅ぼさんとする狂信的な試みのために、永遠の征討軍を以て次元界を征服せんと宣告したとき、多くの者が反対した。その中で最も気勢を上げたのが、戦争ではイリシッドの脅威は永遠に取り除けないと主張した戦争の英雄、ゼルシモン(Zerthimon)であった。その代わりに、知恵と力を増幅させるために自己啓蒙で己を高めるべきだとした。ゼルシモンはギスがイリシッドと大差ない暴君になったと主張した。当初、ギスはゼルシモンの主張を忍容してはいたが、両者の支持者たちの間で争論となり、やがて内戦に進展して多くの者が犠牲となり、世界は灰燼に帰した。最後はギスとゼルシモンが一騎討ちを行い、ゼルシモンが死んだとも、ゼルシモンが勝利したがギスを助命したともされている。結局、ゼルシモンの支持者は混沌の次元界リンボへ、ギスヤンキはアストラル界へと退避し、戦争を継続した。そして支持者たちは「ギスを拒む者」という意味のギスゼライを名乗った。

## 肉体的特徴
ギスゼライの背格好は人間と変わらないが、身長は6フィート〜6フィート5インチ(約183〜196cm)、体重は160ポンド〜190ポンド(約73〜86kg)ほどの痩せぎすである。肌の色は黄褐色から緑色の間で、髪の色は朽葉色だが灰色から黒色の者もいる。耳は尖っており、眼窩は深く、鼻は平べったい。

男性は頭髪を剃るのが典型で、弁髪も多い。髭は綺麗に整える。女性は長髪をきっちり編み込むか結い上げる。

ギスゼライの寿命は人間とほぼ同じである。

## 居住地
ギスゼライは第3版以前は混沌の次元界リンボ、第4版では“元素の渾沌”の地といった次元界の僻地や、現世でも僻地に要塞や修道院を建てて生活している。ギスゼライの集落にいるよそ者は常に監視、内偵され、ギスゼライの同行なく外出することは許されない。
シュラクトロール(Shrak'kt'lor)は約2万人を擁するギスゼライ最大の都市で、彼らの軍事拠点である。コンピュータRPG『プレーンスケープ トーメント』ではギスゼライ同士による信仰の不和に陥り、ギスヤンキの襲撃によって陥落した。
浮遊都市(The Floating City)はギスゼライの民を支配する不死たる魔術王、 ザエリス・メンヤール＝アグ＝ギス(Zaerith Menyar-Ag-Gith)の棲み家にして、ギスゼライの精神的支柱である。ザエリスはスパイ、潜入者であり、浮遊都市は魔法芸術といたずら芸術の中心地である。この魔術王はゼルシモンの伝説を苦々しく思っており、自らの権威のために払拭したいと思っているが、現在は大目に見ることを余儀なくされている。
アルサニス(Arsanith)は“元素の渾沌”の地にあるとされる伝説の修道院である。この都市は荒ぶる精霊やデーモンたちから住民を守り、周囲の混沌を制御しているという。都市の訪問者に対して、望まぬならば姿を隠すことができる。だが、自己啓発を求めて訪れた者ならばそれがギスヤンキであろうとも門戸を開くとされている。
サンゼラザド(Sanzerathad)は“元素の渾沌”の最も危険な場所で調和と秩序を保っている僧院である。この僧院はブレーズ・オブ・ディサイプリン(Blades of Discipline)とハンズ・オブ・オーダー(Hands of Order)の2集団によって統治されている。彼らの意見が一致しない場合は一族の長老であるアルゼンドレス(Arzendreth)が裁決する。

また、サンゼラザドの中には扉のない秘密の部屋があり、ギスゼライ以外の誰もその部屋の中を知る者はいない。

### ブレーズ・オブ・ディサイプリン
ソードメイジ(魔法剣士)の女将軍イッシザルサ(Issithertha)が率いるブレーズ・オブ・ディサイプリンは魔法、格闘技、知恵、そして剣術でサンゼラザドを守護している。彼らは門番としてデーモン、エレメンタル、スラードやその他良からぬ者たちと戦い、また混沌の襲来者を撃退するために院内をパトロールしている。そのため、彼らは波乱に満ちており、早死にする者も多い。

### ハンズ・オブ・オーダー
ギスゼライの中でも意志の強い者だけがハンズ・オブ・オーダーに加わることができる。マインド・メイジ(精神魔法術士)のジスオルト(Zitholt)が率いるこの集団は、交代勤務で精神集中を行いサンゼラザドを精神的に守護している。
ゼルスアドラン(Zerthadlun)は“元素の渾沌”の地におけるギスゼライ最大の僧院都市で、外界からの訪問者にとって最も安全かつ文明化された場所の1つである。この僧院ではゼルシ(Zerthi)あるいはゼルシン(Zerthin)と呼ばれるモンクが術を教えており、そこにおいてモンクたちは未来をのぞき見ることができると伝えられている。
　堅牢無比な城壁によって囲まれている、物質界でのギスゼライの拠点の周囲は草木が生えず動物がいない荒野である。これは要塞の混沌とした問題か、ギスゼライの魔術師が施した魔術の効果による反動が原因なのかもしれない。

## 社会
ギスゼライは自己修養と内観に勤しむ禁欲的で気難しい種族である。
ギスゼライは要塞と見まがうばかりの僧院の中で、男女関係なく幼い頃からセンセイと呼ばれる指導者から武術と伝統…、精神の調和や存在意義の追求、イリシッドやギスヤンキへの憎悪を学ぶ。人生における目的を追求することは個々のギスゼライにとって重要なテーマであり、しばし自己研鑽のために旅に出る。

ギスゼライの社会は実用主義で、地位はすべて業績によって決められる。そのため、ギスゼライは徹底した個人主義者で、宗教や国家、家族の絆よりも自分の目標や修行に励むことを望む。言葉遣いも饒舌を嫌い、簡潔に伝えるか無口のままでいる。質実剛健、慎重、思慮深さ、芯が強くねばり強いことを美徳とするギスゼライは反面、頑固で疑り深く、融通が利かない。他者を意志の弱い者として信用せず、自らが実証した手法でない行動を取ることもない。
ギスゼライは禁欲主義者であり、服装はくすんだ色合いの簡素なもので、装身具も控えめである。

また、彼らはボディ・ペインティングや刺青をよく施すが、これは自らの出自や氏族を表すためである。
ギスゼライの属性は常に何らかしらの中立である。悪人のギスゼライもいるが、それらはギスゼライの社会の外にいる。

### ゼルス
ゼルス(Zerth)は武術と秘術を修めたマルチクラス・キャラクターである。

ゼルスはかつてゼルシモンの直近の支持者たちで、ギスゼライの中でも特別な存在である。ゼルシモンが復活した際には、ゼルスたちはゼルシモンの導きにより新しき楽園へと誘われるとされている。祖先の業績を尊ぶギスゼライにおいてゼルスは精神的な指導者とも言えるが、不幸なことに宗教的な迫害を受けてもいる。

### ラクマ
ギスゼライはイリシッドやギスヤンキを狩るために、ラクマ(Rrakkma)と呼ばれる部隊を組織している。ラクマは“復讐”という意味で、ラスマル(Rrathmal)と呼ばれる猛者たちがラクマ・バンド(Rrakkma bands、“復讐集団”)に集結し、精鋭部隊としてギスゼライの自由を脅かす者たちと戦う。プレイヤー・キャラクターは第4版『プレイヤーズ・ハンドブックⅢ』の中で、種族特有の“伝説の道”としてラスマルになることができる。

### ギス・アッタラ
ギス・アッタラ(Gith-Attala)は別名“コーシン・ハンター”(Cousin hunter.「近親狩人」ほどの意)と呼ばれるギスヤンキ専門の討伐組織である。彼らは隠密部隊でもあり、ギスヤンキの拠点を監視し、彼らの邪悪な活動を阻止するべく暗躍している。ギス・アットラのメンバーは変装を好み、中でも似たような肌の色をしたゴブリン類に化ける。彼らは地元の組織、わけても冒険者のグループとは接触をよくし、彼らがギスヤンキの活動を阻害するようなことがあればこれを援助する。

### リリコサ
リリコサ(Liricosa)は存命者の中では最も尊敬を受けているギスゼライのモンクであり、彼は常に放浪を続けている。

リリコサがいつどこで生まれたかを知る者はいないが、彼の青春期における物語は神話級である。その人生を研鑽に費やしたとも、かつては盗賊の殺人者であったとも、あるいは“彼方の領域”から来たギスゼライではない別の生物であるとも言われている。

リリコサはすべての言語に堪能で、宇宙の神秘についていかなる質問にも答えることができる。だが、訪問者の質問には喜んで答えるものの、彼の回答は難解な言い回しが多い。ゼルシモンの所在を問われた時も、彼はイモータル(不死者)として純粋なエネルギーと化し、人々を導いていると答えている。

## 宗教
ギスゼライはいかなる神も礼拝しない。奴隷時代、彼らが唯一知る、自らの上に立つ存在は主人たるイリシッドであった。彼らが奴隷になる前に礼拝していた神の存在は忘れ去られている。ギスゼライは神に依存するよりは自ら啓蒙する道を選んでいる。魔術王ザエリスには敬意を表してはいるが、崇拝はしていない。

## 認可
ギスゼライはウィザーズ・オブ・ザ・コースト社が提唱するオープンゲームライセンスの“製品の独自性(Product Identity)”によって保護されており、オープンソースとして使用できない。